# Пиргелиометр

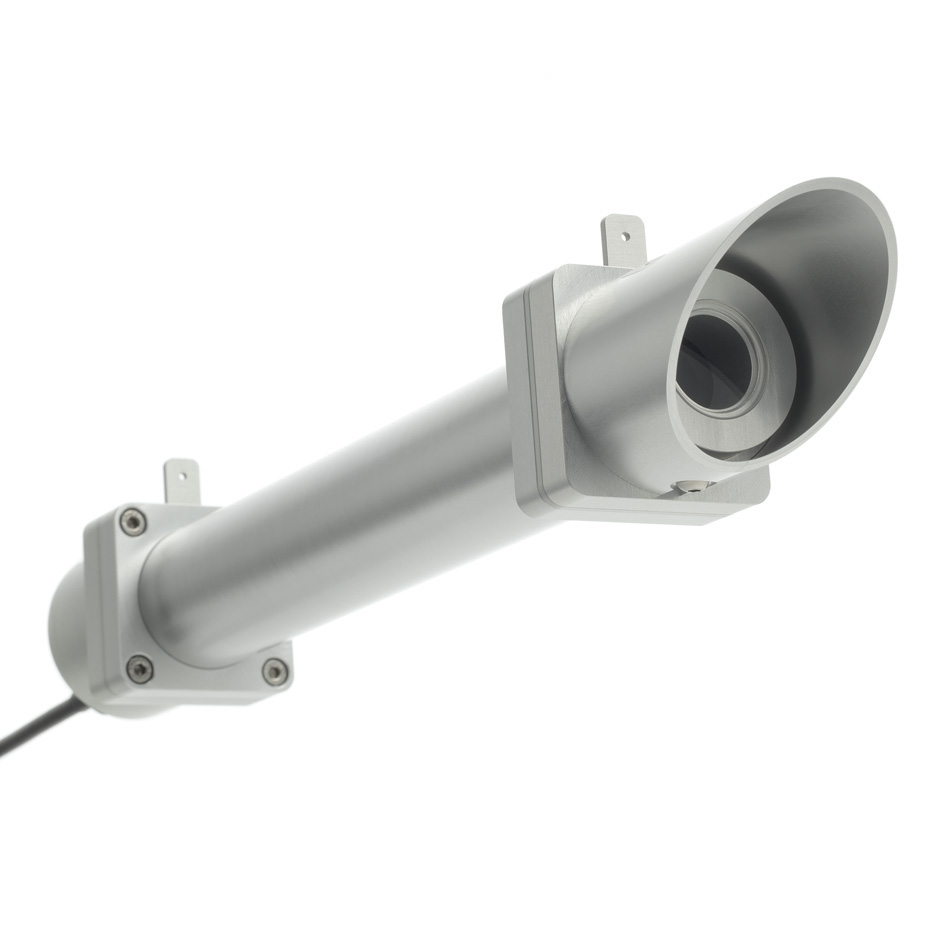
Современный пиргелиометр DR01 фирмы Hukseflux

Пиргелио́метр (от др.-греч. πῦρ (pýr) — огонь, ἥλιος (hélios) — солнце и μετρέω (metréo) — измеряю) — абсолютный прибор для измерений прямой солнечной радиации, падающей на поверхность, перпендикулярную солнечным лучам.
Принцип действия основан на измерении количества тепла, образующегося при поглощении солнечного излучения.
Пиргелиометр в основном применяется для поверки относительных приборов — актинометров.
Иногда в литературе (обычно переводной) можно встретить неправильное написание — пергелиометр.

## Конструкции

### Гелиограф Джорджа Стокса
Предтечей пиргелиографов был прибор, созданный в 1881 году ирландским физиком Джорджем Стоксом. Он представлял собой стеклянный шар, который фокусировал солнечные лучи на картонку, повторяющую форму шара. Сфокусированные солнечные лучи выжигали на картоне линию следов, которые повторяли путь движения Солнца. По этим следам можно было определить количество безоблачного времени и интенсивность солнечного света.
Сейчас такой прибор называется гелиограф.

### Пиргелиометр Хвольсона
Измерения прямой радиации Солнца в России проводились с 1870-х годов.
В 1892 году русский физик, профессор Орест Хвольсон разработал теорию абсолютных измерений солнечной радиации с помощью пиргелиометра и относительных с помощью актинометра. Измерения в пиргелиометре Хвольсона производились с помощью двух медных пластин, одна из которых нагревалась солнечными лучами, и термопары, выделявшей ток, который измерялся гальванометром. Эти приборы использовались в Павловской обсерватории около 10 лет, но были хрупкими и сложными в обращении.
В 1896 году шведский геофизик Кнут Ангстрем создал абсолютный компенсационный пиргелиометр, а в 1905 году Международная метеорологическая конференция запатентовала этот прибор как эталон.

### Компенсационный пиргелиометр Ангстрема (часто — Онгстрёма)
В Западной Европе, в СССР и в России в качестве эталонного принят пиргелиометр Ангстрема, созданный в 1896 году.
Приёмная часть прибора представляет собой две одинаковых очень тонкие зачернённые манганиновые пластины и термопару, соединённую с ними. Одна из пластин нагревается солнечным излучением, вторая, защищённая от солнечных лучей, нагревается электрическим током. При равных температурах пластин термопара не даёт тока. Количество солнечного тепла, поглощённого первой пластиной определяется по значению тока, подаваемого на вторую пластину для компенсации разницы температур.
В СССР пиргелиометры производились в Тбилиси.

### Водоструйный пиргелиометр Аббота
В США эталонным прибором является водоструйный пиргелиометр Чарльза Аббота с конструктивными поправками советского учёного В. М. Шульгина.
Датчиком этого пиргелиометра являлась помещённая под солнечный свет зачернённая камера, омываемая потоком воды. Такая же камера, но затенённая, нагревалась электрическим током так, чтобы температура выходящих из этих камер потоков воды была одинакова, что измерялось термоэлементами.

### Современные пиргелиометры
В современных пиргелиометрах в качестве сенсора используются термобатареи — ряд последовательно соединённых термоэлементов (полупроводниковые элементы, использующие термоэлектрические явления).